# ブラディ・ポンポン/切り裂きチアガール
『ブラディ・ポンポン/切り裂きチアガール』（ブラディ・ポンポン/きりさきチアガール、原題：Cheerleader CampやBloody Pom Poms）は、1988年にアメリカ合衆国より発売されたホラー映画（オリジナルビデオ）。悪霊を扮装してチアガールが連続殺人事件を描いた日本の大映とアメリカのプリズム・エンターティメントが共同合作の映画作品。全編約88分。
日本では劇場未公開。1988年11月25日に大映よりVHSのみ発売されている。

## キャスト
- アリソン - ベッツィ・ラッセル
- ブレント - レイフ・ギャレット
- コーリー - ルシンダ・ディッキー

## スタッフ
- 製作総指揮：マイケル・スピルバーグ
- 製作：ジェフ・プリティマン、ジョン・クイン
- 監督：ジョン・クイン
- 脚本：デヴィッド・リー・フェイン、R・L・オキーフ
- 撮影：ブライアン・イングランド
- 編集：ジェフリー・ライナー
- 美術：キース・バレット
- 音楽：ジョエル・ハミルトン、ミュリエル・ホッドラー・ハミルトン
- 衣装：ジニ・クレイマー